# 閔洪喆
閔洪喆（：／ Min Hong-cheol，1961年4月18日—），大韓民國自由派政治人物，第19至21屆國會議員。